# Yeoncheon-gun
Yeoncheon är en landskommun (gun) i den sydkoreanska provinsen Gyeonggi. Den hade 44 839 invånare i slutet av 2019.  Den administrativa huvudorten heter Yeoncheon-eup med 8 103 invånare 2019, medan den största orten är Jeongok-eup med 19 481 invånare 2019.
Kommunen gränsar till Nordkorea och delar av kommunen ligger därmed i Koreas demilitariserade zon.
Kommunen indelas administrativt i två köpingar (eup) och åtta socknar (myeon):
Baekhak-myeon,
Cheongsan-myeon,
Gunnam-myeon,
Jangnam-myeon,
Jeongok-eup,
Jung-myeon,
Misan-myeon,
Sinseo-myeon,
Wangjing-myeon och
Yeoncheon-eup.